# Acacia tonkinensis
Acacia tonkinensis är en ärtväxtart som beskrevs av Ivan Christian Nielsen. Acacia tonkinensis ingår i släktet akacior, och familjen ärtväxter. Inga underarter finns listade i Catalogue of Life.